# Campeonato Europeo de Halterofilia de 2021
El XCIX Campeonato Europeo de Halterofilia se celebró en Moscú (Rusia) entre el 3 y el 11 de abril de 2021 bajo la organización de la Federación Europea de Halterofilia (EWF) y la Federación Rusa de Halterofilia.
Originalmente el campeonato estaba planeado realizarse en abril de 2020, pero debido a la pandemia de COVID-19 el evento fue pospuesto para finales de octubre, y posteriormente para 2021.
Las competiciones se realizaron en el Palacio de Gimnasia Irina Viner-Usmanova de la capital rusa.

## Medallistas

### Masculino
| Evento          | Oro                                           | Plata                                          | Bronce                                        |
| --------------- | --------------------------------------------- | ---------------------------------------------- | --------------------------------------------- |
| 55 kg (04.04)   | Anguel Rusev Bulgaria 111 + 147 = 258         | Valentin Iancu · Rumania · 108 + 140 = 248     | Dmytro Voronovsky · Ucrania · 110 + 137 = 247 |
| 61 kg (04.04)   | Stilian Grozdev Bulgaria 136 + 160 = 296      | Shota Mishvelidze Georgia 135 + 155 = 290      | Ferdi Hardal Turquía 130 + 157 = 287          |
| 67 kg (05.04)   | Muhammed Özbek Turquía 145 + 178 = 323        | Mirko Zanni · Italia · 148 + 170 = 318         | Valentin Guenchev Bulgaria 138 + 177 = 315    |
| 73 kg (06.04)   | Daniyar İsmayilov Turquía 160 + 181 = 341     | Marin Robu Moldavia 156 + 183 = 339            | Briken Calja · Albania · 152 + 184 = 336      |
| 81 kg (07.04)   | Antonino Pizzolato · Italia · 164 + 206 = 370 | Karlos Nasar Bulgaria 163 + 206 = 369          | Ritvars Suharevs Letonia 157 + 190 = 347      |
| 89 kg (08.04)   | Karen Avaguian Armenia 175 + 200 = 375        | Revaz Davitadze Georgia 171 + 203 = 374        | Andranik Karapetian Armenia 170 + 195 = 365   |
| 96 kg (09.04)   | Anton Pliesnoi Georgia 180 + 213 = 393        | Piotr Asayonak · Bielorrusia · 172 + 202 = 374 | Hakob Mkrtchian Armenia 160 + 212 = 372       |
| 102 kg (10.04)  | Samvel Gasparian Armenia 176 +214 = 390       | Arsen Martirosian Armenia 171 + 209 = 380      | Dadaş Dadaşbəyli Azerbaiyán 177 + 202 = 379   |
| 109 kg (10.04)  | Dmytro Chumak · Ucrania · 181 + 226 = 407     | Jristo Jristov Bulgaria 186 + 220 = 406        | Timur Naniyev · Rusia · 184 + 217 = 401       |
| +109 kg (11.04) | Lasha Talajadze Georgia 222 + 263 = 485       | Gor Minasian Armenia 216 + 248 = 464           | Varazdat Lalayan Armenia 205 + 240 = 445      |

1. 1 2 3  Arrancada (kg) + dos tiempos (kg) = total olímpico (kg).

### Femenino
| Evento         | Oro                                          | Plata                                          | Bronce                                        |
| -------------- | -------------------------------------------- | ---------------------------------------------- | --------------------------------------------- |
| 45 kg (03.04)  | Nadezhda Nguen Bulgaria 72 + 83 = 155        | Ivana Petrova Bulgaria 67 + 85 = 152           | Melisa Güneş Turquía 68 + 83 = 151            |
| 49 kg (03.04)  | Monica Csengeri · Rumania · 86 + 103 = 189   | Kristina Sobol · Rusia · 85 + 96 = 181         | Mihaela Cambei · Rumania · 80 + 100 = 180     |
| 55 kg (04.04)  | Kamila Konotop · Ucrania · 95 + 113 = 208    | Svetlana Yershova · Rusia · 88 + 112 = 200     | Nina Sterckx · Bélgica · 88 + 109 = 197       |
| 59 kg (05.04)  | Boyanka Kostova Azerbaiyán 95 + 116 = 211    | Olga Tio · Rusia · 95 + 115 = 210              | Dora Tchakounté Francia 95 + 115 = 210        |
| 64 kg (06.04)  | Loredana Toma · Rumania · 114 + 130 = 244    | Sarah Davies Reino Unido 101 + 129 = 230       | Anastasiya Anzorova · Rusia · 100 + 122 = 222 |
| 71 kg (07.04)  | Emily Godley Reino Unido 98 + 129 = 227      | Alessia Durante · Italia · 97 + 122 = 219      | Raluca Olaru · Rumania · 98 + 120 = 218       |
| 76 kg (08.04)  | Iryna Deja · Ucrania · 113 + 135 = 248       | Yana Sotiyeva · Rusia · 112 + 134 = 246        | Anastasiya Romanova · Rusia · 111 + 132 = 243 |
| 81 kg (09.04)  | Alina Marushchak · Ucrania · 109 + 127 = 236 | Gaëlle Nayo-Ketchanke Francia 100 + 131 = 231  | Liana Guiurdzhian Armenia 98 + 129 = 227      |
| 87 kg (10.04)  | Daria Ajmerova · Rusia · 108 + 138 = 246     | Elena Cîlcic Moldavia 107 + 138 = 245          | Daria Riazanova · Rusia · 105 + 135 = 240     |
| +87 kg (11.04) | Emily Campbell Reino Unido 122 + 154 = 276   | Anastasiya Lysenko · Ucrania · 116 + 136 = 252 | Melike Günal Turquía 108 + 135 = 243          |

1. 1 2 3  Arrancada (kg) + dos tiempos (kg) = total olímpico (kg).

## Medallero
| Núm. | País        | Oro | Plata | Bronce | Total |
| ---- | ----------- | --- | ----- | ------ | ----- |
| 1    | Ucrania     | 4   | 1     | 1      | 6     |
| 2    | Bulgaria    | 3   | 3     | 1      | 7     |
| 3    | Armenia     | 2   | 2     | 4      | 8     |
| 4    | Georgia     | 2   | 2     | 0      | 4     |
| 5    | Rumania     | 2   | 1     | 2      | 5     |
| 6    | Reino Unido | 2   | 1     | 0      | 3     |
| 7    | Turquía     | 2   | 0     | 3      | 5     |
| 8    | Rusia       | 1   | 4     | 4      | 9     |
| 9    | Italia      | 1   | 2     | 0      | 3     |
| 10   | Azerbaiyán  | 1   | 0     | 1      | 2     |
| 11   | Moldavia    | 0   | 2     | 0      | 2     |
| 12   | Francia     | 0   | 1     | 1      | 2     |
| 13   | Bielorrusia | 0   | 1     | 0      | 1     |
| 14   | Albania     | 0   | 0     | 1      | 1     |
| 14   | Bélgica     | 0   | 0     | 1      | 1     |
| 14   | Letonia     | 0   | 0     | 1      | 1     |
|      | TOTAL       | 20  | 20    | 20     | 60    |